# Марк Форнель Местрес
Марк Форнель Местрес (ісп. Marc Fornell Mestres; нар. 26 січня 1982) — колишній іспанський тенісист.
Найвищу одиночну позицію світового рейтингу — 236 місце досяг 19 листопада 2007, парну — 167 місце — 16 липня 2007 року.

## Титули за кар'єру

### Одиночний розряд (15)
| Легенда (одиночний розряд)                |
| Великий шлем (0)                          |
| Серія Мастерс 1000 Світового Туру ATP (0) |
| Світовий Тур ATP 500 (0)                  |
| Світовий Тур ATP 250 (0)                  |
| Тур ATP Челленджер (0)                    |
| ITF Ф'ючерс (15)                          |

| Ранг | Дата              | Турнір                 | Покриття | Суперник у фіналі        | Рахунок       |
| 1.   | 10 червня 2001    | Agadir                 | Ґрунт    | Рабіє Чакі               | 6–3, 6–0      |
| 2.   | 16 червня 2002    | Canary Islands         | Ґрунт    | Марк Марко Ріполь        | 7–5, 2–6, 6–0 |
| 3.   | 24 серпня 2003    | Irún                   | Ґрунт    | Чжу Беньцян              | 1–6, 6–2, 6–4 |
| 4.   | 5 вересня 2004    | Oviedo                 | Ґрунт    | Карлос Квадрадо          | 7–5, 4–6, 6–4 |
| 5.   | 7 травня 2006     | Vic                    | Ґрунт    | Мігель Анхель Лопес Хаен | 6–1, 6–4      |
| 6.   | 30 липня 2006     | Dénia                  | Ґрунт    | Бартоломе Сальва-Відаль  | 7–5, 3–6, 6–3 |
| 7.   | 20 серпня 2006    | Irún                   | Ґрунт    | Орасіо Себальйос         | 7–5, 2–6, 6–3 |
| 8.   | 26 листопада 2006 | Maspalomas             | Ґрунт    | Геро Кречмер             | 6–4, 6–3      |
| 9.   | 28 жовтня 2007    | Sant Cugat del Vallès  | Ґрунт    | Хав'єр Хенаро-Мартінес   | 6–3, 4–6, 7–5 |
| 10.  | 4 листопада 2007  | Vilafranca del Penedès | Ґрунт    | Адріан Менендес-Масейрас | 6–4, 6–4      |
| 11.  | 1 листопада 2009  | Sant Cugat del Vallès  | Ґрунт    | Хосе Чека Кальво         | 2–6, 6–4, 6–2 |
| 12.  | 25 липня 2010     | Gandia                 | Ґрунт    | Хуан Лісарітуррі         | 7–6, 3–6, 6–2 |
| 13.  | 8 серпня 2010     | Xàtiva                 | Ґрунт    | Хуан Лісарітуррі         | 6–3, 6–2      |
| 14.  | 15 травня 2011    | Kenitra                | Ґрунт    | Так Хунн Ванґ            | 6–4, 7–5      |
| 15.  | 30 Лис 2014       | Kish                   | Ґрунт    | Toni Androic             | 6–1, 6–1      |

### Парний розряд (42)
| Легенда (одиночний розряд)                |
| Великий шлем (0)                          |
| Серія Мастерс 1000 Світового Туру ATP (0) |
| Світовий Тур ATP 500 (0)                  |
| Світовий Тур ATP 250 (0)                  |
| Тур ATP Челленджер (2)                    |
| ITF Ф'ючерс (40)                          |

| Ранг | Дата           | Турнір             | Покриття | Партнер                     | Суперники у фіналі                                 | Рахунок                    |
| 1.   | 30 Сер 2000    | Vigo               | Ґрунт    | Дідак Перес                 | Педру Перейра і Антоніу ван Ґрікен                 | 4–2, 4–1, 4–2              |
| 2.   | 18 Сер 2002    | Vigo               | Ґрунт    | Ферран Вентура-Мартель      | Едуардо Ніколас і Норікадзу Суґіяма                | 6–4, 6–4                   |
| 3.   | 25 Сер 2002    | Irun               | Ґрунт    | Ферран Вентура-Мартель      | Алехандро Фалья і Карлос Саламанка                 | 7–6(7–3), 6–1              |
| 4.   | 22 Вер 2002    | Barcelona          | Ґрунт    | Маріано Альберт-Феррандо    | Карлос Берлок і Хуан Пабло Бжезіцькі               | 7–6(7–5), 7–5              |
| 5.   | 18 Лип 2004    | Elche              | Ґрунт    | Іван Ескердо-Андреу         | Антоніо Бальдельйоу-Естева і Херман Пуентес        | 6–2, 6–1                   |
| 6.   | 25 Лип 2004    | Gandia             | Ґрунт    | Іван Ескердо-Андреу         | Антоніо Бальдельйоу-Естева і Херман Пуентес        | 6–2, 6–3                   |
| 7.   | 24 Жов 2004    | Barcelona          | Ґрунт    | Маріо Муньйос-Бехарано      | Горка Фрайле і Давід Марреро                       | 6–4, 4–6, 6–4              |
| 8.   | 20 Лют 2005    | Totana             | Тверде   | Марсель Гранольєрс          | Філіп Урбан і Маріус Цай                           | 6–2, 6–3                   |
| 9.   | 27 Лют 2005    | Cartagena, Іспанія | Ґрунт    | Альберто Соріано-Мальдонадо | Маріано Альберт-Феррандо і Франсіско Мендес-Гарсія | 6–4, 6–3                   |
| 10.  | 10 Кві 2005    | Angers             | Ґрунт    | Даніель Монедеро-Гонсалес   | Ніколя Ренаван і Ніколя Турт                       | 7–6(9–7), 1–6, 6–4         |
| 11.  | 1 травня 2005  | Lleida             | Ґрунт    | Пабло Андухар               | Рафаель Аревало і Комлаві Логло                    | 6–2, 4–6, 6–3              |
| 12.  | 29 травня 2005 | Reus               | Ґрунт    | Комлаві Логло               | Давід Марреро і Пабло Сантос                       | 5–7, 7–5, 6–1              |
| 13.  | 24 Лип 2005    | Gandia             | Ґрунт    | Хорді Марсе-Відрі           | Давід Марреро і Пабло Сантос                       | 4–6, 6–3, 7–6(7–4)         |
| 14.  | 21 Сер 2005    | Irun               | Ґрунт    | Даніель Монедеро-Гонсалес   | Огюстен Гансс і Жюльєн Жанп'єр                     | 6–4, 6–4                   |
| 15.  | 7 травня 2006  | Vic                | Ґрунт    | Хорді Марсе-Відрі           | Антоніо Бальдельйоу-Естева і Херман Пуентес        | 2–6, 6–3, 7–5              |
| 16.  | 16 Лип 2006    | Elche              | Ґрунт    | Мігель Анхель Лопес Хаен    | Мунір Аль Ааредж і Девід Луке-Веласко              | 6–3, 6–0                   |
| 17.  | 30 Лип 2006    | Dénia              | Ґрунт    | Мігель Анхель Лопес Хаен    | Оріоль Ернандес-Пастор і Хав'єр Руїс-Гонсалес      | 7–6(7–5), 6–2              |
| 18.  | 3 Вер 2006     | Oviedo             | Ґрунт    | Хуан-Мігель Суч-Перес       | Мігель Анхель Лопес Хаен і Давід Марреро           | 7–6(7–2), 6–4              |
| 19.  | 25 Лис 2006    | Maspalomas         | Ґрунт    | Сесар Феррер-Вікторія       | Саша Гесе і Марк Йоахім                            | 6–0, 6–4                   |
| 20.  | 18 Бер 2007    | Badalona           | Ґрунт    | Хорді Марсе-Відрі           | Мігель Анхель Лопес Хаен і Пабло Сантос            | 6–1, 6–2                   |
| 21.  | 25 червня 2007 | Constanţa          | Ґрунт    | Габріель Трухільйо-Солер    | Габр'єл Морару і Горія Текеу                       | 6–4, 6–4                   |
| 22.  | 2 липня 2007   | Монтобан           | Ґрунт    | Габріель Трухільйо-Солер    | Адріано Б'яселла і Жан-Рене Лінар                  | 6–3, 7–5                   |
| 23.  | 27 Жов 2007    | Sant Cugat         | Ґрунт    | Хорді Марсе-Відрі           | Мігель Анхель Лопес Хаен і Давід Марреро           | 5–7, 6–0, [10–4]           |
| 24.  | 12 Кві 2008    | Málaga             | Ґрунт    | Девід Райс                  | Оскар Буррієса і Микола Нестеров                   | 1–6, 6–2, [10–7]           |
| 25.  | 22 Бер 2009    | Castelldefels      | Ґрунт    | Герард Гранольєрс           | Стефано Янні і Маттія Ліврагі                      | 6–4, 3–6, [10–5]           |
| 26.  | 29 травня 2009 | Telde              | Ґрунт    | Герард Гранольєрс           | Серхіо Гутьєррес Ферроль і Рафаель Масон-Ернандес  | 6–3, 6–4                   |
| 27.  | 23 травня 2010 | Valldoreix         | Ґрунт    | Давід Каньюдас-Фернандес    | Герард Гранольєрс і Хуан Лісарітуррі               | 6–3, 7–6(7–2)              |
| 28.  | 18 Лип 2010    | Elche              | Ґрунт    | Карлос Кальдерон-Родрігес   | Хуан Беаус-Баркін і Хуан Хосе Леаль-Гомес          | 6–4, 6–2                   |
| 29.  | 8 Сер 2010     | Xàtiva             | Ґрунт    | Карлос Кальдерон-Родрігес   | Гонсалу Фалкао і Мартін Труева                     | 6–1, 6–3                   |
| 30.  | 16 Січ 2011    | Majorca            | Ґрунт    | Пабло Сантос                | Хосе Чека Кальво і Карлес Поч Градін               | 6–1, 6–3                   |
| 31.  | 2 Кві 2011     | Reus               | Ґрунт    | Майк Вермер                 | Ян-Леннард Штруфф і Ріхард Вайте                   | 7–6(7–3), 6–7(1–7), [10–8] |
| 32.  | 14 травня 2011 | Kenitra            | Ґрунт    | Майк Вермер                 | Абдулла Макдес і Шеріф Сабри                       | 5–7, 7–5, [10–3]           |
| 33.  | 21 травня 2011 | Rabat              | Ґрунт    | Майк Вермер                 | Бассам Бейдас і Карім Маамун                       | 6–1, 6–4                   |
| 34.  | 30 Лис 2014    | Kish               | Ґрунт    | Марко Неубау                | Томислав Йотовський і Дує Кекеж                    | 6–4, 6–4                   |
| 35.  | 7 Гру 2014     | Kish               | Ґрунт    | Марко Неубау                | Маркус Седлецкі і Домінік Вайдінґер                | 6–3, 6–1                   |
| 36.  | 14 Бер 2015    | Анталія            | Ґрунт    | Марко Неубау                | Рафаел Камілу і Едуарду Руссі                      | 6–4, 6–2                   |
| 37.  | 12 Бер 2016    | Agadir             | Ґрунт    | Лямін Уахаб                 | Маркос Хіральді Рекена і Jacob Kahoun              | 6–7(4–7), 6–4, [13–11]     |
| 38.  | 19 Бер 2016    | Beni Mellal        | Ґрунт    | Лямін Уахаб                 | Філіппо Леонарді і Фабіо Меркурі                   | 6–3, 7–5                   |
| 39.  | 30 Лип 2017    | Xàtiva             | Ґрунт    | Серхіо Мартос Горнес        | Едуард Естеве Лобато і Герард Гранольєрс           | 6–3, 6–2                   |
| 40.  | 21 Жов 2017    | Pula, Sardinia     | Ґрунт    | Фред Жіл                    | Філіппо Бальді і Андреа Пеллегріно                 | 6–2, 5–7, [10–5]           |
| 41.  | 28 Жов 2017    | Pula, Sardinia     | Ґрунт    | Фред Жіл                    | Рауль Бранкаччо і Драгош Ніколае Медераш           | 3–6, 6–1, [10–8]           |
| 42.  | 26 Лис 2017    | Хаммамет, Туніс    | Ґрунт    | Фред Жіл                    | Карлос Болуда-Пуркісс і Оріоль Рока Баталья        | 6–2, 6–4                   |